# Jugoslaviska mästerskapet i fotboll 1930
Jugoslaviska mästerskapet i fotboll 1930 innebar återigen utökning till sex lag. Nybildade Concordia Zagreb, vars lag främst bestod av tidigare HAŠK-spelare, blev mästare. 

## Kval
Detta år bildades två nya lokala förbund. Den 13 april 1930 bildades ett lokalt förbund i Novi Sad av klubbar från distrikten Novi Sad, Sremska Mitrovica och Šabac.  Den 9 maj 1930 bildades ett lokalt förbund i Veliki Bečkerek, med klubbar från distrikten Veliki Bečkerek, Vršac, Kikinda och Pančevo.
Representanter:
- Belgrad: BSK Belgrade (qualified directly) och SK Jugoslavija
- Zagreb: HAŠK och Concordia Zagreb
- Split: Hajduk Split (direktkvalificerade)
- Ljubljana: Ilirija
- Osijek: Slavija Osijek
- Sarajevo: Slavija Sarajevo
- Skoplje: ampty
- Subotica: Bačka

Kvalificeringsomgång:
- Bačka – Jugoslavija 2:1 , 0:6
- HAŠK – Slavija Osijek 3:3 , 3:3 extra match: 1:1
- Ilirija – Concordia 1:6 , 0:6
- Slavija Sarajevo vidare, då Skoplje inte kunde få ihop sitt lag

Kvalificerade lag var Jugoslavija, Slavija Osijek, Concordia Zagreb och Slavija Sarajevo. Första matcherna spelade den 6 juli, returerna den 13 juli. Extramatchen mellan Slavija Osijek och HAŠK spelade i Osijek den 14 juli. Skoplje kunde inte få fram en mästare, då tre klubbar slutat på lika många poäng i serien: Jug, SSK och Sparta.

## Tabell
| Placering | Klubb               | Spelade matcher | Vinster | Oavgjorda | Förluster | Gjorda mål | Insläppta mål | Målskillnad | Poäng |
| --------- | ------------------- | --------------- | ------- | --------- | --------- | ---------- | ------------- | ----------- | ----- |
| 1         | Concordia Zagreb    | 10              | 6       | 3         | 1         | 25         | 15            | +10         | 15    |
| 2         | Jugoslavija Beograd | 10              | 5       | 3         | 2         | 23         | 13            | +10         | 13    |
| 3         | Hajduk Split        | 10              | 5       | 3         | 2         | 21         | 17            | +4          | 13    |
| 4         | BSK Belgrad         | 10              | 5       | 2         | 3         | 26         | 16            | +10         | 12    |
| 5         | Slavija Sarajevo    | 10              | 2       | 2         | 6         | 15         | 23            | -8          | 6     |
| 6         | Slavija Osijek      | 10              | 0       | 1         | 9         | 6          | 32            | -26         | 1     |

- Skyttekung: Moša Marjanović (10 mål på 10 matcher)

### Mästarna
Concordia Zagreb (tränare: Pušner E.)

Sergije Demić
Pavičić
Dragutin Babić
Boško Ralić
Daniel Premerl
N. Pavelić
Miho Remec
Edigio Martinović
R. Pavelić
Aleksandar Živković
Ivan Pavelić
Boris Praunberger

### Fotnoter
1. ↑  Milorad Sijić, "Fudbal u Kraljevini Jugoslaviji", pags. 55-57